# Night Unto Night
Pour plus de détails, voir Fiche technique et Distribution.
Night Unto Night est un film américain réalisé par Don Siegel et sorti en 1949.

## Synopsis
Un jeune scientifique arrive en Floride; à la recherche d'un logement, il loue une chambre chez une jeune veuve, victime d'hallucinations, qui croit reconnaître en lui son mari défunt.

## Fiche technique
- Réalisation : Don Siegel
- Scénario : Kathryn Scola d'après un roman de Philip Wylie
- Producteur : Owen Crump
- Production : Warner Bros.
- Musique : Franz Waxman
- Image : J. Peverell Marley
- Montage : Thomas Reilly
- Durée : 84 minutes
- Date de sortie : 10 juin 1949

## Distribution
- Ronald Reagan : John
- Viveca Lindfors : Ann
- Broderick Crawford : C.L. Shawn
- Rosemary DeCamp : Thalia Shawn
- Osa Massen : Lisa
- Art Baker : Dr Poole
- Craig Stevens : Tony Maddox
- Erskine Sanford : Dr Gallen Altheim
- Ann Burr : Willa Shawn
- Johnny McGovern : Willie Shawn
- Lillian Yarbo : Josephine
- Ross Ford : Bellboy
- Almira Sessions : Servante de l'hôtel